# Xenotilapia longispinis
Espèce
Statut de conservation UICN

 LC  : Préoccupation mineure
Xenotilapia longispinis est une espèce de poissons de la famille des Cichlidés endémique du lac Tanganyika en Afrique.